# Olavo de Medeiros Filho
Olavo de Medeiros Filho (Caicó, 13 de fevereiro de 1934 - Natal, 03 de julho de 2005), foi um bancário e historiador, atuando principalmente no Rio Grande do Norte. Teve o Seridó e a história colonial do Rio Grande do Norte como focos principais de seus estudos.

## Vida

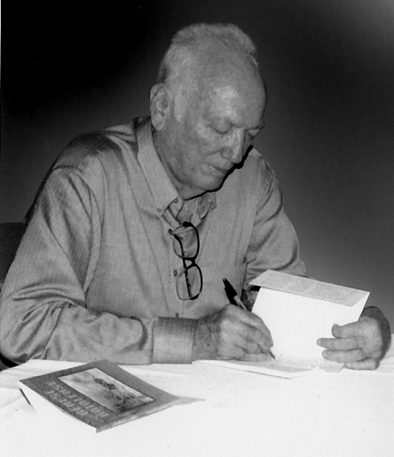
Olavo de Medeiros Filho autografando Gênese Natalense

Era filho do médico Olavo da Silva Medeiros e da professora de inglês Severina Dantas de Medeiros. Atuou como um historiador voltado para temas regionais e destacou-se como um dos mais importantes estudiosos da história colonial do Rio Grande do Norte, ficando lado a lado de nomes como Tavares de Lyra, Câmara Cascudo e Hélio Galvão. Ao todo, é autor de 31 publicações, reunidas em torno de 16 livros e 15 plaquetes, além de inúmeros artigos publicados em jornais e revistas.
Olavo de Medeiros Filho passou apenas os seis primeiros em Caicó, vindo depois a morar em Natal em 1940. Ingressou no Banco do Brasil em 1952, aposentando-se em 1982. Ainda menino, acompanhado de um caderno, costumava anotar as narrativas dos mais velhos, que sempre lhe davam muita atenção. Cultuava os seus antepassados, investigando a historiografia do Rio Grande do Norte com especial interesse pelo Seridó, procurando descobrir sua referência histórica e cultural, assim como a origem das famílias que habitavam a região.

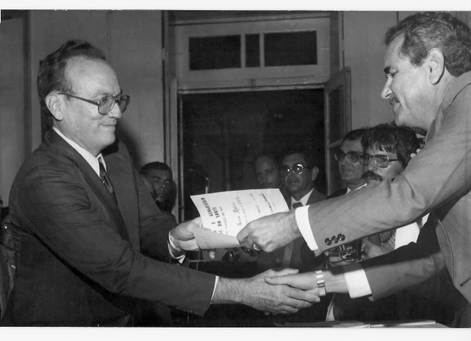
Tomando posse no Instituto Histórico e Geográfico, em 29/03/1982.

Era membro da Academia Norte-rio-grandense de Letras e do Instituto Histórico e Geográfico do Rio Grande do Norte, onde acumulava os cargos de diretor do arquivo, do museu e da biblioteca desta instituição. Além da Genealogia, os estudos de Olavo também se voltavam à história colonial do Rio Grande do Norte. Pela veracidade com que fazia suas pesquisas — quase sempre temas novos ou pouco conhecidos —, imprimia respeito. Avesso às repetições de outros estudiosos, procurava outros caminhos e alcançava deduções convincentes. É considerado o principal pesquisador e autor de livros sobre a presença holandesa no Rio Grande do Norte e, no tocante aos indígenas, seus estudos são pioneiros na desmistificação de teses consagradas acerca dos nativos que se encontravam na capitania do Rio Grande quando os conquistadores chegaram. Em suas pesquisas ficava claro o quão a contradição era necessária, vindo quase sempre a questionar outros estudiosos. No lugar de respostas prontas e acabadas, ele sempre esteve em busca de fontes as mais diversas, formando uma ideia própria e madura dos fatos, para assim desvendar percursos intrincados e não se perder em labirintos.
Andou por cartórios e igrejas, examinando arquivos, escutando narrativas orais e explorando bibliotecas. Daí surge em 1981, Velhas Famílias do Seridó, seu primeiro livro, publicado em 1981 pelo Centro Gráfico do Senado Federal. O livro teve toda a sua edição doada à Paróquia de Sant’Ana de Caicó, numa homenagem do autor à sua terra natal e dos seus ancestrais, como Caetano Dantas Correia. A estrutura do livro é composta de onze capítulos dedicados a patriarcas de famílias tradicionais e seus descendentes.

## Obras
Alguns de seus exemplares passaram anos esgotados, até que o Sebo Vermelho juntou esforços para publicar reedições de suas obras, entre elas Velhas Famílias do Seridó, Índios do Açu e Seridó, Terra Natalense, Os Holandeses na Capitania do Rio Grande do Norte e outros.

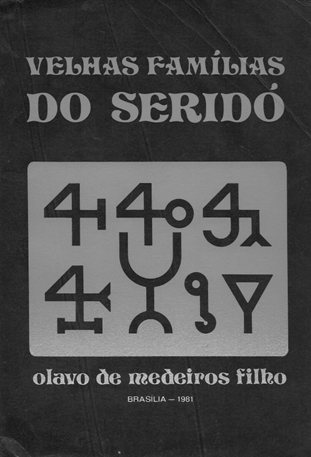
Capa original de Velhas Famílias do Seridó

### Livros publicados
- Velhas Famílias do Seridó. Centro Gráfico do Senado Federal, Brasília, 1981
- Velhos inventários do Seridó. Centro Gráfico do Senado Federal, Brasília, 1983
- Índios do Açu e Seridó. Centro Gráfico do Senado Federal, Brasília, 1984
- Naufrágios no litoral potiguar. IHGRN, Natal, 1988
- Caicó, Cem Anos Atrás. Centro Gráfico do Senado Federal, Brasília, Brasília, 1988
- No Rastro dos Flamengos. Fundação José Augusto, Natal, 1989
- Terra Natalense. Fundação José Augusto, Natal, 1991
- O Engenho Cunhaú à Luz de um Inventário. Fundação José Augusto, Natal, 1994
- Aconteceu na Capitania do Rio Grande. IHGRN, Natal, 1997
- Os Holandeses na Capitania do Rio Grande do Norte. IHGRN, Natal, 1998
- Gênese Natalense. Sebo Vermelho, Natal, 2002
- Cronologia Seridoense. Fundação Vingt-un Rosado, Mossoró, 2002
- Ribeiras do Açu e Mossoró – Notas para a sua História. Fundação Vingt-un Rosado, Mossoró, 2003
- Os Fenícios do Professor Chovenágua. Fundação Vingt-un Rosado, Mossoró, 2004
- Os Barões do Ceará-Mirim e Mipibu. Fundação Vingt-un Rosado, Mossoró, 2005

### Plaquetes publicadas
- O Terço dos paulistas do Mestre-de-Campo Manuel Tavares de Morais Navarro e a guerra dos Bárbaros. Fundação Vingt-un Rosado, Mossoró, 1987
- Os Holandeses na Serra de João do Vale. Fundação Vingt-un Rosado, Mossoró, 1987
- Notícia sobre a Fazenda do Monxoró, em 1712. Fundação Vingt-un Rosado, Mossoró, 1987
- Os Antigos Cronistas e os Rios Upanema, Apodi e Mossoró. Fundação Vingt-un Rosado, Mossoró, 1987Capa original de Cronologia Seridoense

Capa original de Cronologia Seridoense

- Origens Genealógicas dos Morais Navarro no Nordeste brasileiro. Fundação Vingt-un Rosado, Mossoró, 1988
- Os Tarairiús, Extintos Tapuias do Nordeste. Fundação Vingt-un Rosado, Mossoró, 1988
- Alguns Descendentes de Cristãos-novos em Mossoró. Fundação Vingt-un Rosado, Mossoró, 1993
- Estudo Crítico sobre um Artigo de Nonato Mota. Fundação Vingt-un Rosado, Mossoró, 1997
- Joaquim Estanislau de Medeiros (Major Quinca Berto do Fechado). Fundação Vingt-un Rosado, Mossoró, 1998
- As Salinas Holandesas no Litoral Potiguar. Fundação Vingt-un Rosado, Mossoró, 1998
- Subsídios para a História da Cidade de Nísia Floresta. Sebo Vermelho, Natal, 2015
- Aspectos Histórico-Geográficos do Trecho Litorâneo entre a Praia de Tibau do Sul e o Rio Sibaúna, RN – Séculos XVII e XVIII. Sebo Vermelho, Natal, 2016
- Holandeses no Seridó Colonial? Sebo Vermelho, Natal, 2017
- Os Tarairiús, o Rio Grande do Norte e a Guerra dos Bárbaros. Sebo Vermelho, Natal, 2021
- Domingos Jorge Velho na Capitania do Rio Grande. Sebo Vermelho, Natal, 2025

## Comentários sobre as obras
Apesar da sua significante contribuição para a identidade seridoense, Algumas críticas têm sido levantadas pelo fato do autor, em suas pesquisas genealógicas, valorizar as famílias tradicionais brancas, deixando as de origem negra em um plano secundário. Mas segundo o historiador Helder Alexandre Medeiros de Macedo ao escrever a orelha da nova edição de Velhas Famílias do Seridó publicada pelo Sebo Vermelho (2022): 
(...) é preciso, todavia, fazer a crítica levando-se em conta o lugar de produção a que Olavo estava ligado à época da publicação da obra: trata-se de seu primeiro grande estudo marcado por intensiva pesquisa bibliográfica e em acervos, com objetivos bastante definidos na própria introdução da obra, o que não lhe retira, em hipótese alguma o mérito. O próprio Olavo, em sua grande obra sobre o Seridó, Cronologia Seridoense (2002), fruto de duas décadas de pesquisas, reconhece que para além das famílias tradicionais “brancas”, coexistiram também no Seridó, parentelas de origem “mestiça”. Um exemplo claro de maturidade e honestidade intelectual do autor em relação a pressupostos anteriormente expressos em sua obra.
Em 1983, igualmente em edição do Centro Gráfico do Senado Federal, teve o seu segundo livro publicado. Velhos Inventários do Seridó foi o resultado de um criterioso e exaustivo trabalho de pesquisa junto a cartórios seridoenses, configurando a realidade socioeconômica da região através da descrição de inventários de bens referentes ao período 1754 a 1875. Além dos inventários específicos, há curiosidades que nos põe a par das coisas e costumes da época. Olavo tinha por característica se rebelar contra o formalmente legitimado e aceito, buscando continuamente a revelação de novos horizontes, mas sempre alicerçado no rigor documental. Nos inventários seridoenses encontra-se grande número de escravos, o que conflita com a ideia corrente de que só existiam em abundância nas zonas canavieiras.

Capa original de Índios do Açu e Seridó

Um ano depois, em 1984, publica o trabalho Índios do Açu e Seridó também pelo Centro Gráfico do Senado Federal. Sobre a obra, faz-se significativo destacar trechos da extensa apreciação elaborada pelo professor Américo de Oliveira Costa, escritor e jurista, publicada no jornal Tribuna do Norte, de 23 de setembro de 1984, sob o título de Nossos Índios Tapuios Revisitados:
(...) o livro muito representa nos domínios da nossa bibliografia antropológica, pelo alto nível do seu conteúdo, envolvendo importantes e preciosas áreas do conhecimento de nosso passado indígena. Sem documentos não há história, dizia Paul Valéry, no seu rigorismo intelectual. O antropólogo Olavo de Medeiros Filho se impôs, no curso de seu trabalho, essa norma de exigência, deixando de lado o supérfluo e o vazio. Todas as suas revelações, observações, reflexões se baseiam em depoimentos e testemunhos de indianólogos autorizados, cientistas, viajantes, sertanistas, anotadores, desde o período seiscentista, convocados a repetir-nos constantemente as suas experiências dos contatos e vivências primitivas, tanto no texto, página por página, como na rica relação bibliográfica, do final do volume. Dentro desses limites e dessas fronteiras é que se situa o livro Índios do Açu e Seridó. Olavo de Medeiros Filho, que parece esconder-se numa modéstia quase humildade, típico sem dúvida do seu caráter e do seu temperamento, se inscreve entre os melhores nomes da cultura contemporânea de nosso Estado, no setor de estudos que lhe é consubstancial e que elegeu.
Em edição do Instituto Histórico e Geográfico do Rio Grande do Norte, publicou Naufrágios no Litoral Potiguar (1988) que trata de acidentes ocorridos na costa da Capitania do Rio Grande, no período de 1678 a 1823. Manuscritos e documentos raros integrantes do acervo do Instituto lhe serviram de base de pesquisa para a temática abordada.
No mesmo ano, debruçou-se sobre o estudo da coleção do jornal O Povo, periódico que circulou na cidade de Caicó no período de 1889 a 1892. Impresso em tipografia local, de propriedade do Sr. José Renaud, o jornal O Povo tinha como redatores os jovens Diógenes Celso da Nóbrega, Olegário Gonçalves de Medeiros Vale e Manoel Gomes de Medeiros Dantas. Da leitura do periódico caicoense surgiu Caicó Cem Anos Atrás (1988), através do qual o autor pôde resgatar o cenário político, social e cultural da sociedade caicoense do final do século XIX, descrito pelas lentes do jornalismo local.
O escritor norte-riograndense Raimundo Nonato registra a edição do livro em artigo publicado em 04 de janeiro de 1989, sob o título Caicó, 100 Anos Atrás – Terra das mais ricas tradições:
Com certo ar de alegria, retorno hoje, pacificamente, às atividades da crônica literária da província para tecer comentários sobre um livro de altos méritos – Caicó, 100 Anos Atrás, de autoria do incansável pesquisador e escritor Olavo de Medeiros Filho, um seridoense que, com este trabalho passa a ocupar lugar entre as duas maiores figuras dos historiadores do Estado, em épocas diferentes, Tavares de Lira e Câmara Cascudo, ambos, autores de duas excelentes Histórias do Rio Grande do Norte, trabalhos que constituem verdadeira consagração para os seus nomes. O livro que ora sai a público é daqueles que adquirem uma projeção de alta categoria ao lado daqueles nomes, tanto pelo seu valor intelectual, pelo seu padrão cultural, como pela dedicação com que se volta à pesquisa de fontes documentárias perdidas nos velhos arquivos, onde permanecem no esquecimento tantos fatos e registros importantes de que a geração contemporânea pouca notícia dá. Em Caicó – 100 Anos Atrás, um livro sentimental e autêntico, Olavo de Medeiros Filho realizou o milagre da preservação das coisas e da gente de sua terra. Tornando-se, por isso mesmo, um livro querido e sincero por cujas páginas circulam nomes e memórias dos seus filhos, dos seus velhos patriarcas, daqueles grandes homens cujas vidas ficaram marcadas na história por um sentido de integração com o chão nativo (...).

Capa original de No Rastro dos Flamengos

No Rastro dos Flamengos (1989), publicado pela Fundação José Augusto, Natal (RN), reconstitui os roteiros percorridos pelos holandeses no interior do Rio Grande do Norte, em busca de possíveis minas de ouro e prata.
Do escritor e historiador Joaryvar Macedo, sócio efetivo do Instituto Histórico e Geográfico do Ceará, o autor recebeu o seguinte comentário:
No Rastro dos Flamengos é mais uma obra comprobatória da obstinação com que você se lança sobre velhos temas históricos. Essa admirável obstinação o tem impulsionado a revelar o que outros tentaram, todavia não conseguiram, como ocorre nessa perfeita, incontestável e definitiva reconstituição do itinerário dos holandeses nesse retalho do Nordeste.
Em Terra Natalense (1991) também publicado pela Fundação José Augusto, Olavo de Medeiros Filho enfoca a expansão urbana de Natal com base em informações constantes nos atos de doações de terras feitas pelos antigos capitães-mores e pelo Senado da Câmara do Natal, desde a época desta cidade até 1829. Na orelha da segunda edição do livro, George Medeiros menciona que Além dos documentos consultados, a obra se destaca pelo dinamismo dos capítulos que seguem uma cronologia contínua através de uma escrita clara e concisa, se preocupando com a historicidade das fontes. Pela abordagem e pelo Corpus documental, a obra é constituída de elementos essenciais para o entendimento do processo de transformação pelo qual passou Natal.
Em A Tribuna Piracicabana, da cidade de Piracicaba (SP), o escritor e historiador Francisco de Vasconcelos tece comentários sobre Terra Natalense:
Lendo esse novo rebento de Olavo de Medeiros Filho, tenho a impressão de estar compulsando os capítulos de História colonial ou Caminhos antigos e povoamento do Brasil, do Mestre Capistrano de Abreu. A mesma segurança, a mesma honestidade nas afirmações, as mesmas notas eruditas, a mesma argumentação calcada em provas documentais, o mesmo compromisso com a verdade histórica. Terra Natalense é um livro adulto, maduro, isento, madeira de lei a salvo de qualquer praga temporal. Ali estão capítulos suculentos da evolução da cidade do Natal, capital do Estado do Rio Grande do Norte. Obra mais para pesquisadores que para diletantes, não pode deixar de ser recomendada a todo aquele que de boa-fé desejar escrever a verdadeira história pátria a partir dos burgos, das vilas, das cidades e das províncias.
Em 1993, em publicação pela Fundação José Augusto, é editado O Engenho Cunhaú à Luz de um Inventário. Debruçado sobre o inventário de dona Antônia Josefa do Espírito Santo Ribeiro, mãe de André de Albuquerque Maranhão, o autor reconstitui fatos relacionados com a Família de Cunhaú, detentora de um grande patrimônio “distribuído por várias ribeiras das províncias do Rio Grande do Norte e da Paraíba”.
Aconteceu na Capitania do Rio Grande (1997), edição do Instituto Histórico e Geográfico, trata de temas referentes à Capitania do Rio Grande, inclusive, curiosidades e aspectos controvertidos da nossa historiografia sobre os quais o autor lança novas luzes.

Capa original de Os Holandeses na Capitania do Rio Grande

No ano seguinte (1998), é publicado Os Holandeses na Capitania do Rio Grande, também em edição do Instituto Histórico e Geográfico do Rio Grande do Norte. Nesta obra o autor aborda a presença holandesa na nossa Capitania (1633-1654).
Gênese Natalense (2000), monografia histórica em edição do autor, reeditado em 2002 pelo Sebo Vermelho, estuda a fundação da nossa Capital e os fatos daí decorrentes. Na orelha do livro Abimael Silva escreve:
É uma obra polêmica que segue ideias próprias do autor. Olavo pertence à corrente revisionista da historiografia potiguar. (...) Para se autodefinir Olavo criou o neologismo: Historiófilo (amante da história), ao invés de historiador.
Em 2001, editou pela UNIPÊ (PB), Notas para a História do Rio Grande do Norte que prossegue a linha iniciada em Aconteceu na Capitania do Rio Grande.
O escritor e historiador Arno Wehling, presidente do Instituto Histórico e Geográfico Brasileiro, ao publicar a sua apreciação sobre a obra na Revista do referido Instituto, edição de out./dez. 2001, assim se expressou:
O historiador Olavo de Medeiros Filho é um bom exemplo de como o autodidatismo pode ser profícuo para o conhecimento histórico. O objetivo declarado pelo autor é o de esclarecer dúvidas existentes na historiografia colonial do Rio Grande do Norte, valendo-se para isto da bibliografia, de crônicas impressas e de documentação manuscrita existente no Instituto Histórico e Geográfico do Rio Grande do Norte. Pode-se dizer que o autor atinge o objetivo que define. Nos estudos que compuseram o volume o autor propõe uma dúvida ou questão, faz a recensão historiográfica do tema, analisa os documentos pertinentes – crônicas ou manuscritos – para então elaborar suas conclusões, quer taxativas, quer deixando em aberto hipóteses para as quais inexiste base documental. Notas para a História do Rio Grande do Norte é trabalho que se incorpora à historiografia colonial do Brasil, pelo que acrescenta ao melhor conhecimento da capitania potiguar entre os séculos XVI e XIX.
Cronologia Seridoense (2002) trata das antigas ribeiras do Seridó, Sabugi, Espinhares e áreas afins. Livro editado pela Fundação Vingt-un Rosado, Mossoró (RN), que faz parte da Coleção Mossoroense.
O escritor e geólogo João Marinho, em nota na internet, conclama os interessados na história das antigas ribeiras do Seridó, Sabugi, Espinhares e áreas afins:
Acaba de sair do forno o livro Cronologia Seridoense, de autoria do pesquisador Olavo de Medeiros Filho. A obra é dividida em três partes e traz ano a ano, as principais efemérides dos períodos 1545-1800, 1801-1825 e 1826-1850. Todas as informações com as quais sonhamos estão lá, prontas para consultas (não precisamos mais sair à cata de informações avulsas, perdidas na papelada dos nossos arquivos particulares) [...]. essa é mais uma grande contribuição de Olavo Medeiros à história (e, por tabela, à genealogia) do Seridó e redondezas. (RN-PB).
Ribeiras do Açu e Mossoró – Notas para a sua História (2003) igualmente publicado pela Fundação Vingt-un Rosado, constitui-se na consolidação, em livro, de trabalhos escritos anteriormente pelo autor, relativos àquelas regiões. 
Também com edição da Fundação Vingt-un Rosado, integrando a Coleção Mossoroense, Olavo de Medeiros Filho, em Os Fenícios do Professor Chovenágua (2004), segue a trilha do etnólogo Ludovico Schwennhagen que esteve em terras nordestinas em busca de evidências que comprovassem a passagem dos fenícios pelo Brasil, antes dos portugueses. "Chovenágua" foi como o professor ficou conhecido, num artifício de aportuguesamento do seu nome.
Os Barões do Ceará-Mirim e Mipibu foi o seu último livro, publicado em 2005. Na reedição deste livro pelo Sebo Vermelho em 2022, George Medeiros escreveu na orelha do livro:
O escritor Nilo Pereira, bisneto do Barão de Ceará-Mirim, em seu livro Imagens do Ceará-Mirim aponta a necessidade de uma biografia de seu bisavô. Olavo de Medeiros Filho tomou a tarefa para si, e em 2005 foi editado o livro Os Barões do Ceará-Mirim e Mipibu pela Fundação Vingt-un Rosado (Coleção Mossoroense), agora reeditado pelo Sebo Vermelho em uma edição Fac-símile. Olavo menciona não ter encontrado informações documentais como assentamentos paroquiais e inventário de bens; não obstante, foram colhidas informações que vieram de outras fontes como jornais, obituários, notas bibliográficas, escritos literários e o que foi possível obter.

## Instituições das quais foi membro

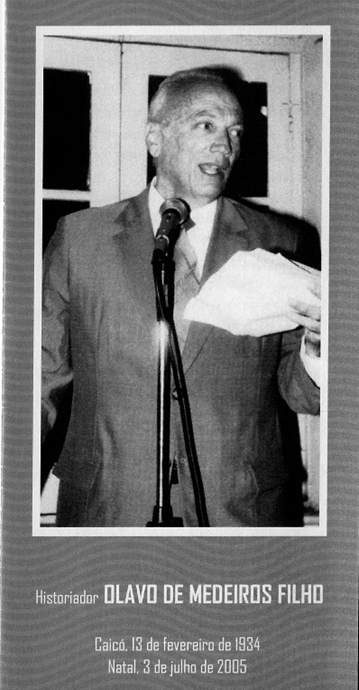
Olavo de Medeiros Filho homenageado pelo IHGRN

Olavo de Medeiros Filho integrou diversas instituições, sendo estas:
- Academia de História do Amazonas (Manaus)
- Academia de Letras de Campina Grande
- Academia Mossoroense de Letras
- Academia Norte-rio-grandense de Letras (Natal)
- Associação Brasileira de Pesquisadores de História e Genealogia (São Paulo)
- Instituto Arqueológico, Histórico e Geográfico Pernambucano (Recife)
- Instituto Cultural do Oeste Potiguar (Mossoró)
- Instituto Cultural do Vale Caririense (Juazeiro do Norte)
- Instituto Histórico e Geográfico Brasileiro (Rio de Janeiro)
- Instituto Histórico e Geográfico de Campina Grande
- Instituto Histórico e Geográfico do Espírito Santo (Vitória)
- Instituto Histórico e Geográfico do Rio Grande do Norte (Natal)
- Instituto Histórico e Geográfico Paraibano (João Pessoa)
- Instituto Histórico, Geográfico e Antropológico do Ceará (Fortaleza)
- Instituto Histórico, Geográfico e Genealógico de Sorocaba
- Instituto Paraibano de Genealogia e Heráldica (João Pessoa)
- Sociedade Brasileira de Estudos do Século XVIII (Brasília)
- Sociedade Cearense de Geografia e História (Fortaleza)

## Homenagens

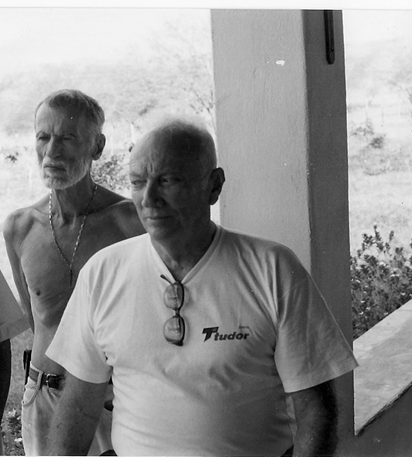
Com Oswaldo Lamartine na fazenda Acauã em Riachuelo (01/12/1998)

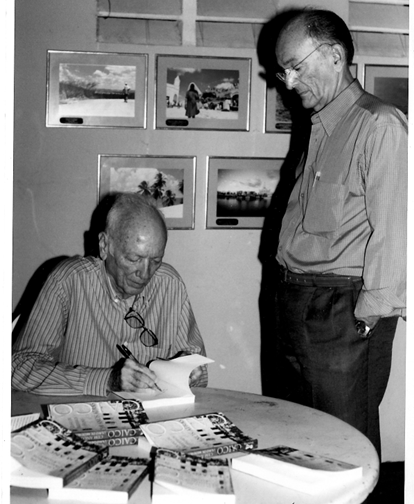
Olavo de Medeiros Filho autografando Caicó, Cem Anos Atrás para Cláudio Galvão

Em 03 de julho de 2005, em plena atividade intelectual, a morte o colheu subitamente. Após sua partida, alguns de seus pares e amigos se pronunciaram. Para Vingt-un Rosado, “Na História da História do Rio Grande do Norte, há dois tempos bem definidos: antes e depois de Olavo de Medeiros Filho”. Diógenes da Cunha Lima quando soube do falecimento do historiador, assim se pronunciou “Eu disse a ele, pessoalmente, que ele estava exercendo as funções do historiador que Cascudo exerceu no estado. Ele era um pesquisador dedicado, ia em busca das coisas significativas da história do RN, notadamente do Seridó, da presença indígena e holandesa”. Cláudio Galvão escreveu “Olavo é o modelo do historiador nato. Nunca frequentou curso de formação; ele é a escola. Com um velho mapa e uma trena na mão, metia-se em locais de difícil acesso para localizar um ponto referenciado por um texto colonial. Não teve arquivo que não tivesse esmiuçado. Do RN colonial sabia tudo. Permanecerá em livros essenciais (...)”. Para Dorian Gray Olavo era um historiador culto e humano. De uma capacidade reflexiva sobre a história do RN que contribui, anima e ratifica a obra do consagrado mestre Luís da Câmara Cascudo. A presença física dele era muito forte nesta casa centenária (IHGRN). Ele foi uma presença importante, espontânea e sem nenhuma pretensão de glória efêmera. Dácio Galvão comentou: Fui criado com Olavo e posso dizer que perdemos um de nossos principais pesquisadores. Tinha um faro impressionante para encontrar detalhes históricos. Na orelha da segunda edição de Cronologia Seridorense, o genealogista Arysson Soares da Silva escreveu: “(...) enfim a "Moça Caetana", chegou rápida e certeira, instalando-se direto no coração de um dos maiores estudiosos da genealogia do sertão nordestino, em especial do Seridó. Foi quando vi Oswaldo Lamartine chorar, o Instituto quase parar e nós a rezar do sertão ao litoral”.